# Epicharis (djur)
Epicharis är ett släkte av bin. Epicharis ingår i familjen långtungebin.

## Bildgalleri

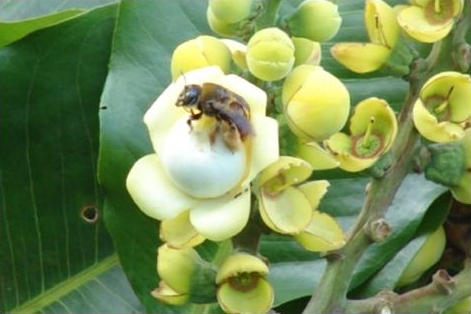
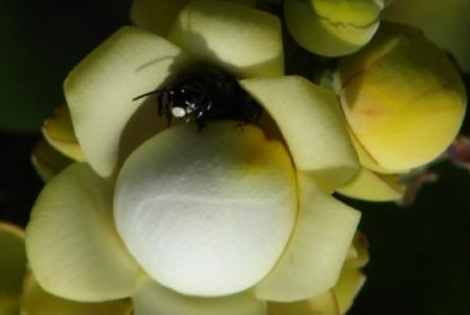
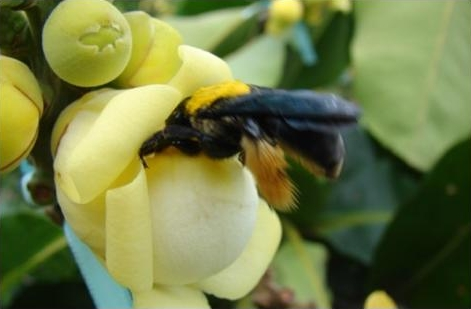
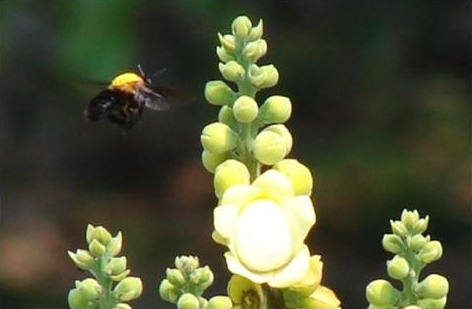
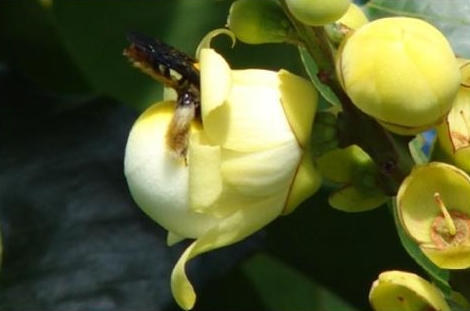

## Dottertaxa tillEpicharis, i alfabetisk ordning[1]
- Epicharis affinis
- Epicharis albifacies
- Epicharis albofasciata
- Epicharis analis
- Epicharis angulosa
- Epicharis bicolor
- Epicharis binotata
- Epicharis bova
- Epicharis cockerelli
- Epicharis conica
- Epicharis dejeanii
- Epicharis duckei
- Epicharis elegans
- Epicharis fasciata
- Epicharis flava
- Epicharis flavotaeniata
- Epicharis iheringii
- Epicharis lindigii
- Epicharis lunulata
- Epicharis luteocincta
- Epicharis maculata
- Epicharis metatarsalis
- Epicharis minima
- Epicharis monozona
- Epicharis morio
- Epicharis nigrita
- Epicharis obscura
- Epicharis picta
- Epicharis pygialis
- Epicharis rufescens
- Epicharis rustica
- Epicharis umbraculata
- Epicharis xanthogastra
- Epicharis zonata